# Túnez en la Copa Mundial de Fútbol
Túnez ha participado en la Copa Mundial de Fútbol, el mayor evento de fútbol masculino del mundo, seis veces en 1978, 1998, 2002, 2006 y 2018 antes de clasificarse por sexta vez para la edición de 2022 en Catar. Túnez nunca logró salir de la fase de grupos en todas las ocasiones: jugó dieciocho partidos, ganó tres, cinco empates y diez derrotas.
La selección disputó su primer partido de clasificación para un Mundial el 30 de octubre de 1960 contra Marruecos. Wahbi Khazri es el jugador tunecino que más goles ha marcado en la competición con tres goles en 2018 y 2022. Riadh Bouazizi y Kaïs Ghodhbane son los dos jugadores tunecinos con más participación (ocho partidos en 1998, 2002 y 2006).

## Estadísticas

### Registros
| Edición | Resultado               | Pos.                    | PJ                      | PG                      | PE                      | PP                      | GF                      | GC                      |
| ------- | ----------------------- | ----------------------- | ----------------------- | ----------------------- | ----------------------- | ----------------------- | ----------------------- | ----------------------- |
| 1930    | No existía la selección | No existía la selección | No existía la selección | No existía la selección | No existía la selección | No existía la selección | No existía la selección | No existía la selección |
| 1934    | No existía la selección | No existía la selección | No existía la selección | No existía la selección | No existía la selección | No existía la selección | No existía la selección | No existía la selección |
| 1938    | No existía la selección | No existía la selección | No existía la selección | No existía la selección | No existía la selección | No existía la selección | No existía la selección | No existía la selección |
| 1950    | No existía la selección | No existía la selección | No existía la selección | No existía la selección | No existía la selección | No existía la selección | No existía la selección | No existía la selección |
| 1954    | No existía la selección | No existía la selección | No existía la selección | No existía la selección | No existía la selección | No existía la selección | No existía la selección | No existía la selección |
| 1958    | No participó            | No participó            | No participó            | No participó            | No participó            | No participó            | No participó            | No participó            |
| 1962    | No clasificó            | No clasificó            | No clasificó            | No clasificó            | No clasificó            | No clasificó            | No clasificó            | No clasificó            |
| 1966    | Se retiró               | Se retiró               | Se retiró               | Se retiró               | Se retiró               | Se retiró               | Se retiró               | Se retiró               |
| 1970    | No clasificó            | No clasificó            | No clasificó            | No clasificó            | No clasificó            | No clasificó            | No clasificó            | No clasificó            |
| 1974    | No clasificó            | No clasificó            | No clasificó            | No clasificó            | No clasificó            | No clasificó            | No clasificó            | No clasificó            |
| 1978    | Primera ronda           | 9.º                     | 3                       | 1                       | 1                       | 1                       | 3                       | 2                       |
| 1982    | No clasificó            | No clasificó            | No clasificó            | No clasificó            | No clasificó            | No clasificó            | No clasificó            | No clasificó            |
| 1986    | No clasificó            | No clasificó            | No clasificó            | No clasificó            | No clasificó            | No clasificó            | No clasificó            | No clasificó            |
| 1990    | No clasificó            | No clasificó            | No clasificó            | No clasificó            | No clasificó            | No clasificó            | No clasificó            | No clasificó            |
| 1994    | No clasificó            | No clasificó            | No clasificó            | No clasificó            | No clasificó            | No clasificó            | No clasificó            | No clasificó            |
| 1998    | Fase de grupos          | 26.º                    | 3                       | 0                       | 1                       | 2                       | 1                       | 4                       |
| 2002    | Fase de grupos          | 29.º                    | 3                       | 0                       | 1                       | 2                       | 1                       | 5                       |
| 2006    | Fase de grupos          | 24.º                    | 3                       | 0                       | 1                       | 2                       | 3                       | 6                       |
| 2010    | No clasificó            | No clasificó            | No clasificó            | No clasificó            | No clasificó            | No clasificó            | No clasificó            | No clasificó            |
| 2014    | No clasificó            | No clasificó            | No clasificó            | No clasificó            | No clasificó            | No clasificó            | No clasificó            | No clasificó            |
| 2018    | Fase de grupos          | 24.º                    | 3                       | 1                       | 0                       | 2                       | 5                       | 8                       |
| 2022    | Fase de grupos          | 21.º                    | 3                       | 1                       | 1                       | 1                       | 1                       | 1                       |
| 2026    | Por disputarse          | Por disputarse          | Por disputarse          | Por disputarse          | Por disputarse          | Por disputarse          | Por disputarse          | Por disputarse          |
| 2030    | Por disputarse          | Por disputarse          | Por disputarse          | Por disputarse          | Por disputarse          | Por disputarse          | Por disputarse          | Por disputarse          |
| 2034    | Por disputarse          | Por disputarse          | Por disputarse          | Por disputarse          | Por disputarse          | Por disputarse          | Por disputarse          | Por disputarse          |
| Total   | 6/22                    | 44.º                    | 18                      | 3                       | 5                       | 10                      | 14                      | 26                      |

### Partidos
Ganar
     Dibujar
     Pérdida
| Part | Edición | #  | Ronda       | Fecha                   | Adversario       | Resultado | Goleador                           | Ref           |
| ---- | ------- | -- | ----------- | ----------------------- | ---------------- | --------- | ---------------------------------- | ------------- |
| 1    | 1978    | 1  | Fase grupos | 2 de junio de 1978      | México           | 3–1       | Kaabi 55' Ghommidh 79' Dhouieb 87' | [ 1 ] [ 2 ]   |
| 1    | 1978    | 2  | Fase grupos | 6 de junio de 1978      | Polonia          | 0–1       | —                                  | [ 3 ] [ 4 ]   |
| 1    | 1978    | 3  | Fase grupos | 10 de junio de 1978     | Alemania Federal | 0–0       | —                                  | [ 5 ] [ 6 ]   |
| 2    | 1998    | 4  | Fase grupos | 15 de junio de 1998     | Inglaterra       | 0–2       | —                                  | [ 7 ] [ 8 ]   |
| 2    | 1998    | 5  | Fase grupos | 22 de junio de 1998     | Colombia         | 0–1       | Souayah 12' (pen.)                 | [ 9 ] [ 10 ]  |
| 2    | 1998    | 6  | Fase grupos | 26 de junio de 1998     | Rumania          | 1–1       | —                                  | [ 11 ] [ 12 ] |
| 3    | 2002    | 7  | Fase grupos | 5 de junio de 2002      | Rusia            | 0–2       | —                                  | [ 13 ] [ 14 ] |
| 3    | 2002    | 8  | Fase grupos | 10 de junio de 2002     | Bélgica          | 1–1       | Bouzaiene 17'                      | [ 15 ] [ 16 ] |
| 3    | 2002    | 9  | Fase grupos | 14 de junio de 2002     | Japón            | 0–2       | —                                  | [ 17 ] [ 18 ] |
| 4    | 2006    | 10 | Fase grupos | 14 de junio de 2006     | Arabia Saudita   | 2–2       | Jaziri 23' Jaïdi 90+2'             | [ 19 ] [ 20 ] |
| 4    | 2006    | 11 | Fase grupos | 19 de junio de 2006     | España           | 1–3       | Mnari 8'                           | [ 21 ] [ 22 ] |
| 4    | 2006    | 12 | Fase grupos | 23 de junio de 2006     | Ucrania          | 0–1       | —                                  | [ 23 ] [ 24 ] |
| 5    | 2018    | 13 | Fase grupos | 18 de junio de 2018     | Inglaterra       | 1–2       | Sassi 35' (pen.)                   | [ 25 ] [ 26 ] |
| 5    | 2018    | 14 | Fase grupos | 23 de junio de 2018     | Bélgica          | 2–5       | Bronn 18' Khazri 90+3'             | [ 27 ] [ 28 ] |
| 5    | 2018    | 15 | Fase grupos | 28 de junio de 2018     | Panamá           | 2–1       | F. Ben Youssef 51' Khazri 66'      | [ 29 ] [ 30 ] |
| 6    | 2022    | 16 | Fase grupos | 22 de noviembre de 2022 | Dinamarca        | 0–0       | —                                  | [ 31 ] [ 32 ] |
| 6    | 2022    | 17 | Fase grupos | 26 de noviembre de 2022 | Australia        | 0–1       | —                                  | [ 33 ] [ 34 ] |
| 6    | 2022    | 18 | Fase grupos | 30 de noviembre de 2022 | Francia          | 1–0       | Khazri 58'                         | [ 35 ] [ 36 ] |

### Historial oficial en mundiales
Actualizado hasta el Campeonato Mundial de Qatar de 2022
     Saldo positivo (más victorias que pérdidas)
     Saldo neutral (tantas victorias como derrotas)
     Saldo negativo (más pérdidas que victorias)
| Versus         | PJ | PG | PE | PP | GF | GC | Dif. | Primer partido fecha    | Último partido fecha    |
| -------------- | -- | -- | -- | -- | -- | -- | ---- | ----------------------- | ----------------------- |
| Australia      | 1  | 0  | 0  | 1  | 0  | 1  | –1   | 26 de noviembre de 2022 | 26 de noviembre de 2022 |
| Bélgica        | 2  | 0  | 1  | 1  | 3  | 6  | –3   | 10 de junio de 2002     | 23 de junio de 2018     |
| Colombia       | 1  | 0  | 0  | 1  | 0  | 1  | –1   | 22 de junio de 1998     | 22 de junio de 1998     |
| Dinamarca      | 1  | 0  | 1  | 0  | 0  | 0  | 0    | 22 de noviembre de 2022 | 22 de noviembre de 2022 |
| Inglaterra     | 2  | 0  | 0  | 2  | 1  | 4  | –3   | 15 de junio de 1998     | 18 de junio de 2018     |
| Francia        | 1  | 1  | 0  | 0  | 1  | 0  | +1   | 30 de noviembre de 2022 | 30 de noviembre de 2022 |
| Alemania       | 1  | 0  | 1  | 0  | 0  | 0  | 0    | 10 de junio de 1978     | 10 de junio de 1978     |
| Japón          | 1  | 0  | 0  | 1  | 0  | 2  | –2   | 14 de junio de 2002     | 14 de junio de 2002     |
| México         | 1  | 1  | 0  | 0  | 3  | 1  | +2   | 2 de junio de 1978      | 2 de junio de 1978      |
| Panamá         | 1  | 1  | 0  | 0  | 2  | 1  | +1   | 28 de junio de 2018     | 28 de junio de 2018     |
| Polonia        | 1  | 0  | 0  | 1  | 0  | 1  | –1   | 6 de junio de 1978      | 6 de junio de 1978      |
| Rumania        | 1  | 0  | 1  | 0  | 1  | 1  | 0    | 26 de junio de 1998     | 26 de junio de 1998     |
| Rusia          | 1  | 0  | 0  | 1  | 0  | 2  | –2   | 5 de junio de 2002      | 5 de junio de 2002      |
| Arabia Saudita | 1  | 0  | 1  | 0  | 2  | 2  | 0    | 14 de junio de 2006     | 14 de junio de 2006     |
| España         | 1  | 0  | 0  | 1  | 1  | 3  | –2   | 19 de junio de 2006     | 19 de junio de 2006     |
| Ucrania        | 1  | 0  | 0  | 1  | 0  | 1  | –1   | 23 de junio de 2006     | 23 de junio de 2006     |
| Total          | 18 | 3  | 5  | 10 | 14 | 26 | –12  | 2 de junio de 1978      | 30 de noviembre de 2022 |

## Ediciones

### Argentina 1978

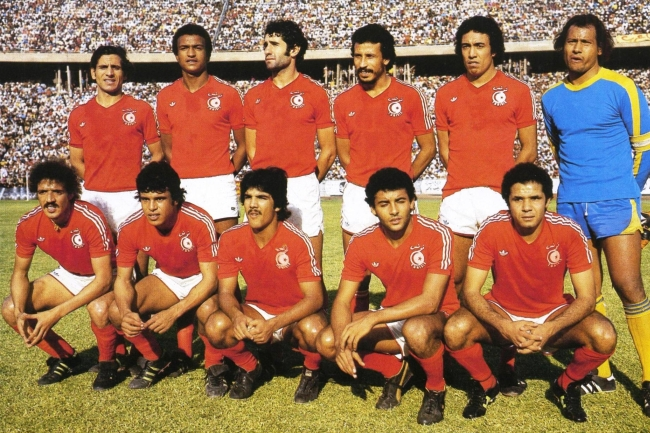
Selección de Túnez en 1978:
De pie, de izquierda a derecha: Mokhtar Dhouieb, Amor Jebali, Khaled Gasmi, Mohamed Ali Akid, Ali Kaabi y Sadok Sassi.
Agachados de izquierda a derecha: Khemaïs Laabidi, Hammadi Agrebi, Tarak Dhiab, Nejib Ghommidh y Néjib Limam.

En el primer partido, México logró tomar ventaja gracias a un penal al final del primer tiempo cuando el balón pegó en la mano de Amor Jebali en el área penal; Arturo Vázquez anota el primer gol para finalizar el primer tiempo con ventaja para la selección mexicana. Antes del inicio de la segunda parte, el entrenador Chetali, en un gesto simbólico para motivar a los jugadores, coloca la bandera tunecina delante de los jugadores y abandona el vestuario. El equipo logró remontar después de que Ali Kaabi empatara para Túnez en el minuto 55, tras una asistencia de Hammadi Agrebi, e hizo historia como el primer jugador tunecino en marcar un gol en la Copa del Mundo, antes de que Nejib Ghommidh anotara el segundo gol en el Minuto 79, tras la incursión de Tarak Dhiab, que le pasó el balón. Mokhtar Dhouieb anotó el tercer gol en el minuto 87, tras un pase de Ghommidh entre los defensores mexicanos, con lo que el partido terminó con victoria para Túnez 3-1. Esta victoria es la primera de un país árabe y africano en una final de un Mundial.
En el segundo partido, los tunecinos hicieron una buena actuación contra Polonia, antes de perder 0-1 y luego empatar 0-0 contra el actual campeón, Alemania Federal. Este resultado, inesperado para la mayoría de los analistas, contribuirá a aumentar a dos el número de selecciones africanas clasificadas para el Mundial. Los jugadores fueron recibidos a su regreso al aeropuerto internacional de Túnez-Cartago por seguidores tunecinos, entre ellos el presidente Habib Burguiba, quien les dijo que habían cumplido la tarea de cien embajadores ayudando a dar a conocer Túnez al mundo. Tras esta actuación, el técnico Chetali dimitió tras llevar con éxito a la selección nacional al más alto nivel internacional. Sin embargo, el período posterior a su dimisión estuvo marcado por varios problemas que duraron años. El 12 de abril de 1979, Mohamed Ali Akid, uno de los jugadores más destacados de la generación dorada, murió a la edad de 29 años en circunstancias misteriosas en Riad, Arabia Saudita.

#### Primera fase
| Equipo           | Pts | PJ | PG | PE | PP | GF | GC |
| ---------------- | --- | -- | -- | -- | -- | -- | -- |
| Polonia          | 5   | 3  | 2  | 1  | 0  | 4  | 1  |
| Alemania Federal | 4   | 3  | 1  | 2  | 0  | 6  | 0  |
| Túnez            | 3   | 3  | 1  | 1  | 1  | 3  | 2  |
| México           | 0   | 3  | 0  | 0  | 3  | 2  | 12 |

| 2 de junio de 1978                                                        | Túnez                                  | 3:1 (0:1) | México                   | Est. Lisandro de la Torre, Rosario                                |                                                                   |
|                                                                           | Kaabi 55' · Ghommidh 79' · Dhouieb 87' | Reporte   | Vázquez Ayala 45' (pen.) | Asistencia: 17 396 espectadores Árbitro(s): John Gordon (Escocia) | Asistencia: 17 396 espectadores Árbitro(s): John Gordon (Escocia) |
| Primer equipo africano en ganar un partido en una Copa Mundial de Fútbol. |                                        |           |                          |                                                                   |                                                                   |

| 6 de junio de 1978 | Polonia  | 1:0 (1:0) | Túnez | Est. Lisandro de la Torre, Rosario                                       |                                                                          |
|                    | Lato 43' | Reporte   |       | Asistencia: 9624 espectadores Árbitro(s): Ángel Franco Martínez (España) | Asistencia: 9624 espectadores Árbitro(s): Ángel Franco Martínez (España) |

| 10 de junio de 1978 | Alemania Federal | 0:0     | Túnez | Est. Olímpico de Córdoba, Córdoba                               |                                                                 |
|                     |                  | Reporte |       | Asistencia: 30 667 espectadores Árbitro(s): César Orozco (Perú) | Asistencia: 30 667 espectadores Árbitro(s): César Orozco (Perú) |

### Francia 1998
Durante este período, el equipo se clasificó para la segunda ronda de las eliminatorias para el Mundial de 1998 tras derrotar a Ruanda; Túnez está ubicado en el grupo 2 con Egipto, que es un serio candidato a la clasificación, pero logra clasificarse por segunda vez en su historia y la primera en veinte años después de vencer a Egipto, Liberia y Namibia.
El equipo juega algunos partidos amistosos antes de la competición contra Gales 4-0, Austria 1-2 y Chile 2-3. En la final no logró avanzar de fase de grupos, perdiendo sus partidos contra Inglaterra 0-2 y Colombia 0-1 y empatando contra Rumania 1-1.

#### Primera fase
| Equipo     | Pts | PJ | PG | PE | PP | GF | GC |
| ---------- | --- | -- | -- | -- | -- | -- | -- |
| Rumania    | 7   | 3  | 2  | 1  | 0  | 4  | 2  |
| Inglaterra | 6   | 3  | 2  | 0  | 1  | 5  | 2  |
| Colombia   | 3   | 3  | 1  | 0  | 2  | 1  | 3  |
| Túnez      | 1   | 3  | 0  | 1  | 2  | 1  | 4  |

| 15 de junio de 1998 | Inglaterra                | 2–0     | Túnez | Stade Vélodrome, Marseille                                  |                                                             |
|                     | Shearer 42' · Scholes 89' | Reporte |       | Asistencia: 54,587 espectadores Árbitro(s): Masayoshi Okada | Asistencia: 54,587 espectadores Árbitro(s): Masayoshi Okada |

| 22 de junio de 1998 | Colombia     | 1–0     | Túnez | Stade de la Mosson, Montpellier                             |                                                             |
|                     | Preciado 82' | Reporte |       | Asistencia: 29,800 espectadores Árbitro(s): Bernd Heynemann | Asistencia: 29,800 espectadores Árbitro(s): Bernd Heynemann |

| 26 de junio de 1998 | Túnez              | 1–1     | Rumania      | Stade de France, Saint-Denis                             |                                                          |
|                     | Souayah 12' (pen.) | Reporte | Moldovan 71' | Asistencia: 77,000 espectadores Árbitro(s): Eddie Lennie | Asistencia: 77,000 espectadores Árbitro(s): Eddie Lennie |

### Corea - Japón 2002
Al año siguiente, Scoglio se fue para unirse al Genoa CFC, lo que provocó un período de inestabilidad. El seleccionador alemán Eckhard Krautzun fue nombrado y con dificultad clasificó al equipo para la Copa Africana 2002, en un grupo que incluía a Marruecos, Gabón y Kenia; Logró llevar al equipo a la Copa del Mundo de 2002 en Corea del Sur y Japón por tercera vez en su historia y a pesar de un grupo difícil que incluía a Costa de Marfil, Madagascar, Congo y República Democrática del Congo.
Krautzun fue sorprendentemente despedido tras una acalorada discusión con dirigentes de la Federación Tunecina de Fútbol y a pesar de los buenos resultados obtenidos. Henri Michel lo reemplazó, pero fue despedido cuando Túnez se retiró de la Copa Africana 2002 sin marcar un solo gol, con empates contra Senegal y Zambia y una derrota contra Egipto.
Fue entonces cuando Ammar Souayah asumió el cargo a tiempo para la Copa del Mundo; El equipo empató partidos amistosos contra Noruega y Corea del Sur y perdió ante Dinamarca y Eslovenia. En la fase final, Túnez no puede hacer mejor que la actuación de 1998, empatando 1-1 contra Bélgica y perdiendo contra Rusia y Japón 0-2, lo que llevó a la Federación Tunecina de Fútbol a buscar un nuevo entrenador antes de la final. Inicio de la Copa Africana de Naciones 2004 organizada por Túnez.

#### Primera fase
| Equipo  | Pts | PJ | PG | PE | PP | GF | GC |
| ------- | --- | -- | -- | -- | -- | -- | -- |
| Japón   | 7   | 3  | 2  | 1  | 0  | 5  | 2  |
| Bélgica | 5   | 3  | 1  | 2  | 0  | 6  | 5  |
| Rusia   | 3   | 3  | 1  | 0  | 2  | 4  | 4  |
| Túnez   | 1   | 3  | 0  | 1  | 2  | 1  | 5  |

| 5 de junio de 2002 | Rusia                         | 2-0     | Túnez | Kobe Wing Stadium, Kobe                                       |                                                               |
|                    | Titov 59' · Karpin 64' (pen.) | Reporte |       | Asistencia: 30 957 espectadores Árbitro(s): Peter Prendergast | Asistencia: 30 957 espectadores Árbitro(s): Peter Prendergast |

| 10 de junio de 2002 | Túnez         | 1-1     | Bélgica     | Ōita Big Eye Stadium, Ōita                              |                                                         |
|                     | Bouzaiene 17' | Reporte | Wilmots 13' | Asistencia: 39 700 espectadores Árbitro(s): Mark Shield | Asistencia: 39 700 espectadores Árbitro(s): Mark Shield |

| 14 de junio de 2002 | Túnez | 0-2     | Japón                         | Nagai Stadium, Osaka                                         |                                                              |
|                     |       | Reporte | Morishima 48' · H. Nakata 75' | Asistencia: 45 213 espectadores Árbitro(s): Gilles Veissière | Asistencia: 45 213 espectadores Árbitro(s): Gilles Veissière |

### Alemania 2006

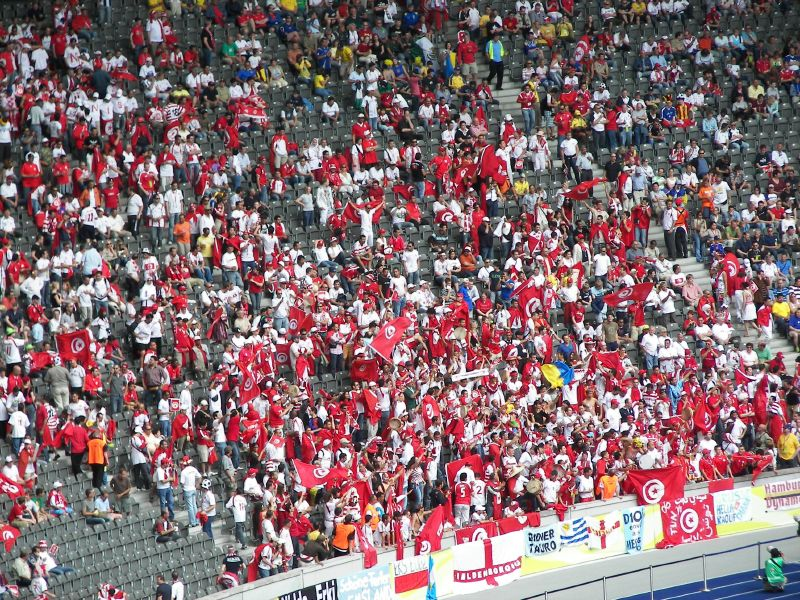
Aficionados tunecinos en el Estadio Olímpico de Berlín en Berlín durante su partido contra Ucrania.

La Copa del Mundo 2006 arrancó, el primer partido fue el 14 de junio contra Arabia Saudita, en el que Lemerre utilizó un sistema 4–4–2. La lesión de Francileudo Santos, el delantero más fuerte de Túnez antes del torneo, fue de particular importancia, aunque fue convocado a la selección para la Copa del Mundo. Antes del partido, se esperaba que el Túnez del Lemerre fuera más fuerte que Arabia Saudita, pero resultó lo contrario. Mientras Túnez avanzaba con un gol de Ziad Jaziri, Arabia Saudita logró volver al partido y anotó dos goles, pero en los últimos momentos del partido, Túnez logró terminar el partido con un empate 2-2 con un gol fatal de Radhi Jaïdi,

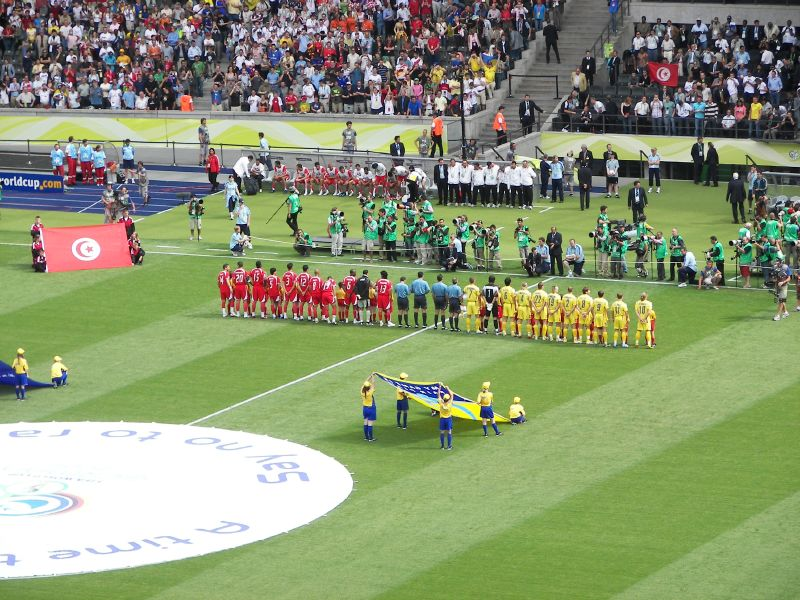
Partido de Túnez contra Ucrania el 23 de junio de 2006 en el Estadio Olímpico de Berlín.

Lemerre se mostró decepcionado con el resultado. En el segundo partido, Túnez se enfrentó a España, liderado por Raúl González, Iker Casillas, Carles Puyol y Sergio Ramos. Lemerre se basó en el sistema del Plan de Defensa Modular 4–5–1, con Ziad Jaziri a la cabeza. Excepcionalmente, David Jemmali, que jugó como defensa zurdo en el partido inaugural, fue reemplazado por su compañero Anis Ayari. Túnez comenzó el partido con fuerza y marcó el primer gol, firmado por Jawhar Mnari. Sin embargo, España hizo cambios ofensivos en la segunda parte, y Raúl González y sus compañeros contraatacaron al portero Ali Boumnijel, quien marcó el empate cinco minutos después, Fernando Torres marcó el segundo gol para España, y finalmente en el minuto 90, finalizó un penalti. el partido con una puntuación de 3-1.
Lemerre no estaba contento con el resultado aunque consideró buena su táctica, pero por un error España marcó el empate. Lemerre también enfatizó que Túnez debe ganar el último partido contra Ucrania si quiere continuar. Contra Ucrania, Lemerre volvió a una formación 4-4-2, y esta vez la mejor pareja ofensiva fueron Ziad Jaziri y Hamed Namouchi. El partido se encaminaba hacia un empate sin goles, pero la naturaleza del partido cambió cuando el delantero tunecino Ziad Jaziri recibió una segunda amonestación en el partido y fue expulsado con una tarjeta roja. Para su sorpresa, Lemerre no levantó a nadie como delantero, jugando así durante más de media hora sin delantero. Además, el árbitro anunció un supuesto penalti anotado por Andriy Shevchenko. Lemerre respondió solo después de 79 minutos cuando entraron Francileudo Santos y Chaouki Ben Saada.

#### Primera fase
| Equipo         | Pts | PJ | PG | PE | PP | GF | GC | Dif |
| -------------- | --- | -- | -- | -- | -- | -- | -- | --- |
| España         | 9   | 3  | 3  | 0  | 0  | 8  | 1  | +7  |
| Ucrania        | 6   | 3  | 2  | 0  | 1  | 5  | 4  | +1  |
| Túnez          | 1   | 3  | 0  | 1  | 2  | 3  | 6  | -3  |
| Arabia Saudita | 1   | 3  | 0  | 1  | 2  | 2  | 7  | -5  |

| 14 de junio de 2006, 18:00 | Túnez                    | 2:2 (1:0) | Arabia Saudita                | Allianz Arena, Múnich                                               |                                                                     |
|                            | Jaziri 23' · Jaïdi 90+2' | Reporte   | Al-Qahtani 57' · Al-Jaber 84' | Asistencia: 66.000 espectadores Árbitro(s): Mark Shield (Australia) | Asistencia: 66.000 espectadores Árbitro(s): Mark Shield (Australia) |

| 19 de junio de 2006, 21:00 | Túnez    | 1:3 (1:0) | España                              | Gottlieb-Daimler-Stadion, Stuttgart                               |                                                                   |
|                            | Mnari 8' | Reporte   | Raúl 71' · Torres 76', 90+1' (pen.) | Asistencia: 52.000 espectadores Árbitro(s): Carlos Simon (Brasil) | Asistencia: 52.000 espectadores Árbitro(s): Carlos Simon (Brasil) |

| 23 de junio de 2006, 16:00 | Ucrania               | 1:0 (0:0) | Túnez | Estadio Olímpico, Berlín                                               |                                                                        |
|                            | Shevchenko 70' (pen.) | Reporte   |       | Asistencia: 72.000 espectadores Árbitro(s): Carlos Amarilla (Paraguay) | Asistencia: 72.000 espectadores Árbitro(s): Carlos Amarilla (Paraguay) |

### Rusia 2018

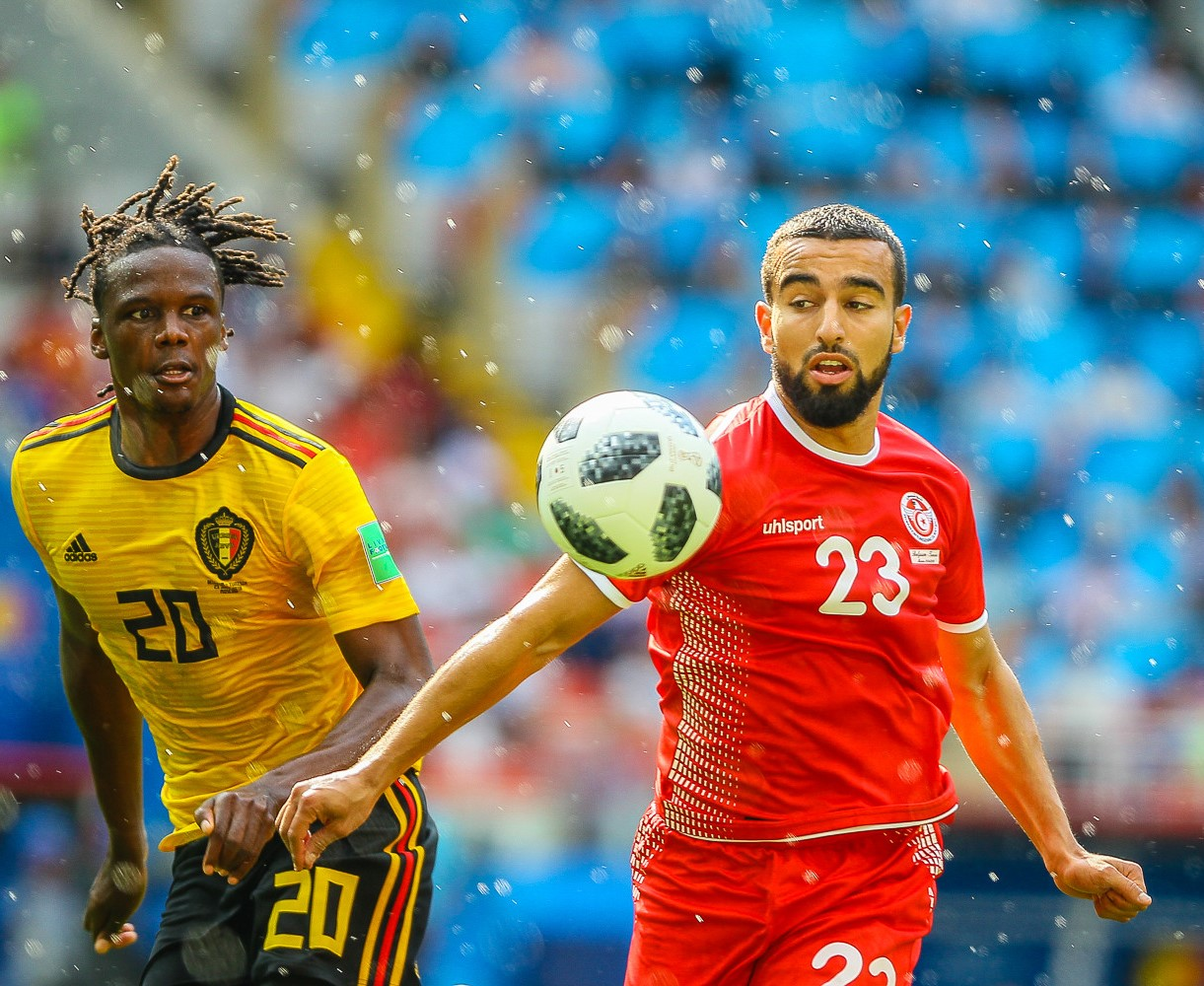
Naïm Sliti y Dedryck Boyata durante el partido entre Túnez y Bélgica.

El primer partido contra Inglaterra terminó con victoria de esta última 2-1. Inglaterra anotó en el minuto 11 cuando Mouez Hassen detuvo un cabezazo de John Stones en un córner desde la izquierda, pero no pudo salvar el seguimiento de Harry Kane desde corta distancia. Hassen fue sustituido cuatro minutos más tarde por Farouk Ben Mustapha debido a una lesión al principio del partido, tras un choque con Jesse Lingard. Lingard luego lanza una volea de un centro de Ashley Young al segundo palo. Después de diez minutos, Ferjani Sassi empató de penalti después de que Kyle Walker fuera penalizado con un codazo sobre Fakhreddine Ben Youssef. Kane pidió un penalti a los cinco minutos de la reanudación cuando aparentemente fue obstaculizado por un par de jugadores tunecinos en un córner. En el tiempo de descuento, Harry Maguire lanza un córner de Kieran Trippier desde la derecha al camino de Kane, quien cabecea dentro de la portería tras quedar libre en el segundo palo.

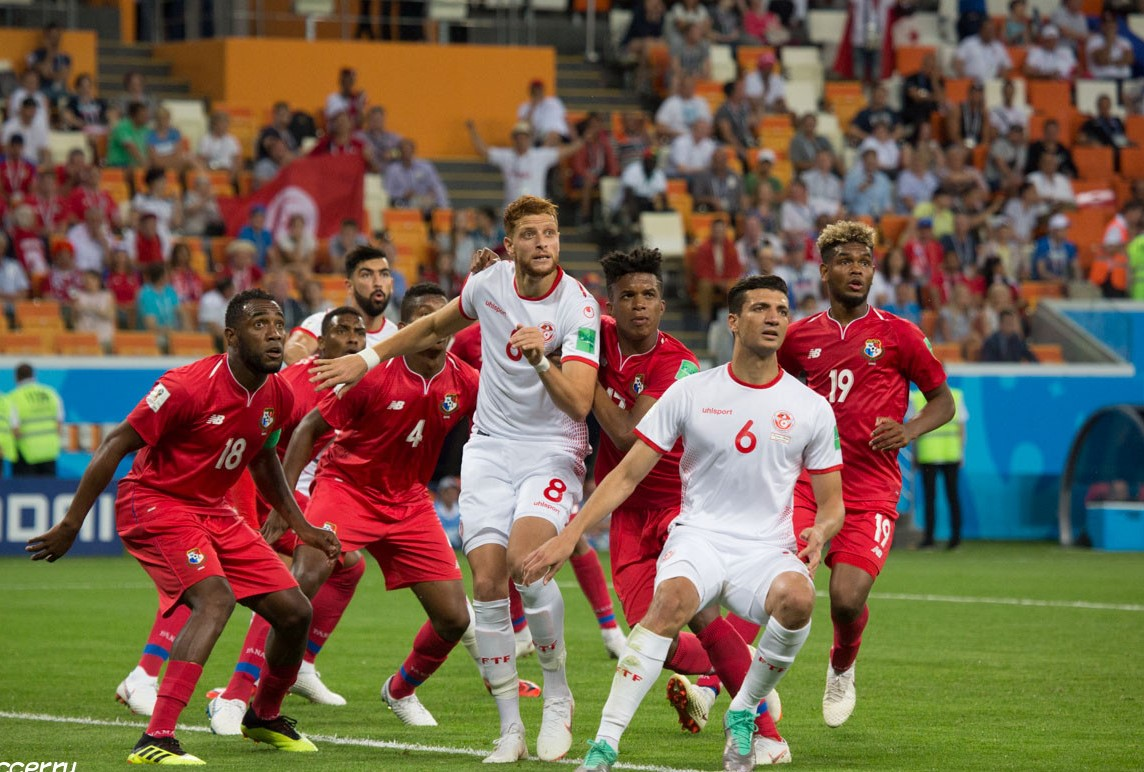
Túnez ante Panamá durante el Mundial 2018.

El segundo partido contra Bélgica terminó con derrota tunecina 2-5. Apenas diez minutos después de iniciado el partido, la entrada tardía de Syam Ben Youssef a Eden Hazard fue juzgada, con el uso de asistencia por video, justo dentro del área y él se adelantó para marcar el penalti en la esquina inferior izquierda. Diez minutos más tarde, Dries Mertens tomó posesión justo dentro del campo tunecino antes de avanzar y pasar el balón a Romelu Lukaku. Lukaku luego dispara un tiro raso que pasa a Ben Mustapha hacia la esquina inferior derecha. Tiro libre de Wahbi Khazri desde la izquierda lo recibe Dylan Bronn, quien cabecea y supera a Thibaut Courtois. Thomas Meunier encuentra a Lukaku dentro del área, quien aplasta a Ben Mustapha que se precipita. Un pase largo de Toby Alderweireld desde la defensa es recibido en el pecho por Hazard, quien luego rodea a Ben Mustapha para golpear a portería vacía. Michy Batshuayi aprovechó un centro de Youri Tielemans en el segundo palo con una media volea controlada para marcar el quinto gol de Bélgica. Khazri anota en el tiempo añadido tras un pivote en el área. Para Túnez, es la peor derrota de su historia en el Mundial.
El último partido contra Panamá acabó con victoria tunecina 2-1. Panamá tomó ventaja en el minuto 33, luego de que un disparo de José Luis Rodríguez Francis desde fuera del área penal fuera desviado por Yassine Meriah y se metiera en el fondo de la red. En el minuto 51, Naïm Sliti encontró a Khazri por la derecha y un centro raso de este último fue convertido por Fakhreddine Ben Youssef desde sólo seis metros. En el minuto 66, Khazri remató cerca del segundo palo un centro desde la izquierda de Oussama Haddadi. Túnez ganó un partido de la Copa del Mundo por primera vez en cuarenta años, desde su victoria (3-1) sobre México en 1978. El 12 de julio de 2018, tras una modesta participación, Nabil Maâloul presentó su dimisión.

#### Primera fase
| Selección  | Pts | PJ | PG | PE | PP | GF | GC | Dif |
| ---------- | --- | -- | -- | -- | -- | -- | -- | --- |
| Bélgica    | 9   | 3  | 3  | 0  | 0  | 9  | 2  | 7   |
| Inglaterra | 6   | 3  | 2  | 0  | 1  | 8  | 3  | 5   |
| Túnez      | 3   | 3  | 1  | 0  | 2  | 5  | 8  | -3  |
| Panamá     | 0   | 3  | 0  | 0  | 3  | 2  | 11 | -9  |

| 18 de junio de 2018, 21:00 (UTC+3) | Túnez            | 1:2 (1:1) | Inglaterra     | Volgogrado Arena, Volgogrado                              |                                                           |
|                                    | Sassi 35' (pen.) | Reporte   | Kane 11' 90+1' | Asistencia: 41 064 espectadores Árbitro(s): Wilmar Roldán | Asistencia: 41 064 espectadores Árbitro(s): Wilmar Roldán |

| 23 de junio de 2018, 15:00 (UTC+3) | Bélgica                                                  | 5:2 (3:1) | Túnez                    | Otkrytie Arena, Moscú                                    |                                                          |
|                                    | Hazard 6' (pen.) 54' · Lukaku 16', 45+3' · Batshuayi 90' | Reporte   | Bronn 18' · Khazri 90+2' | Asistencia: 44 190 espectadores Árbitro(s): Jair Marrufo | Asistencia: 44 190 espectadores Árbitro(s): Jair Marrufo |

| 28 de junio de 2018, 21:00 (UTC+3)                                                   | Panamá            | 1:2 (1:0) | Túnez                    | Mordovia Arena, Saransk                                     |                                                             |
|                                                                                      | Meriah 33' (a.g.) | Reporte   | Youssef 51' · Khazri 66' | Asistencia: 37 168 espectadores Árbitro(s): Nawaf Shukralla | Asistencia: 37 168 espectadores Árbitro(s): Nawaf Shukralla |
| Fakhreddine Ben Youssef convirtió el gol 2500 en la historia de las Copas Mundiales. |                   |           |                          |                                                             |                                                             |

### Catar 2022

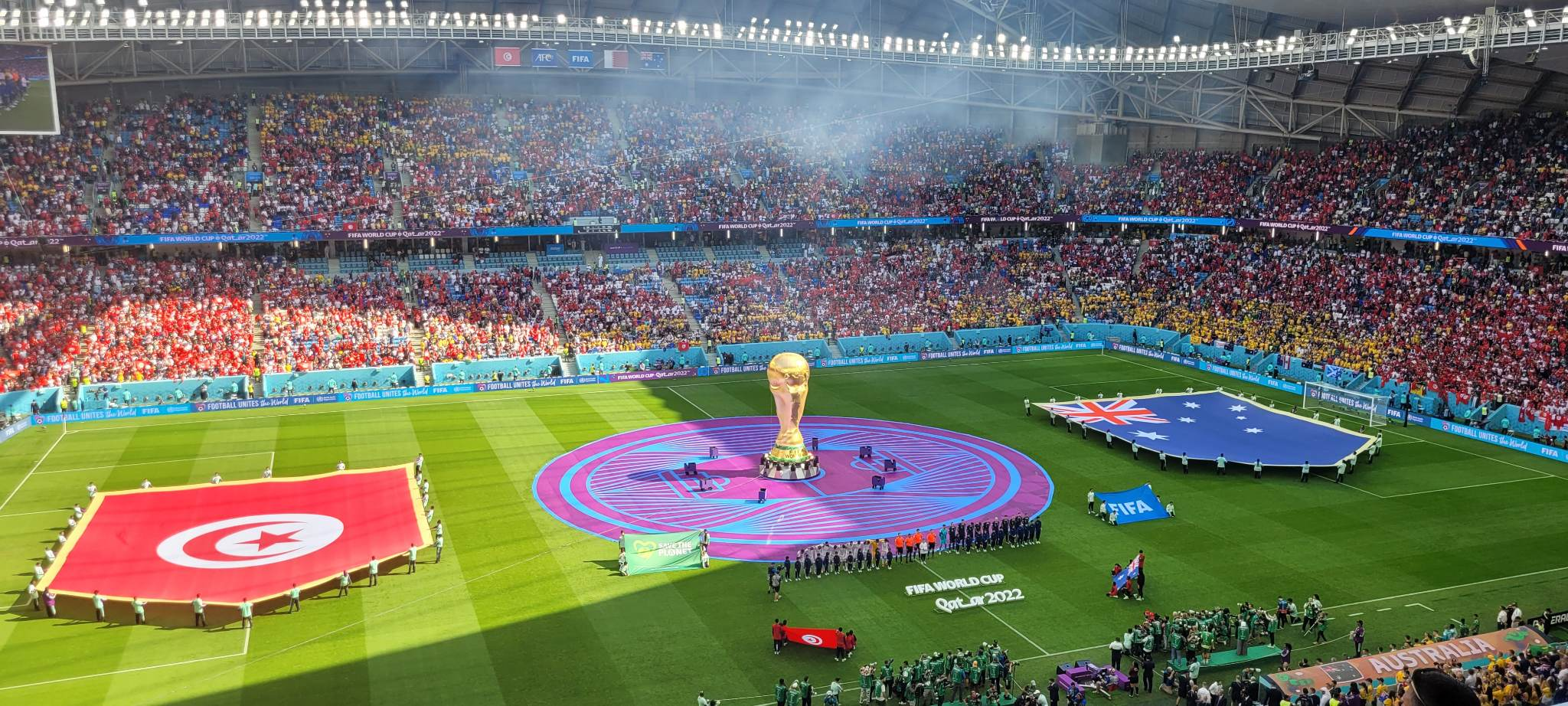
Equipos de Túnez y Australia antes del partido.

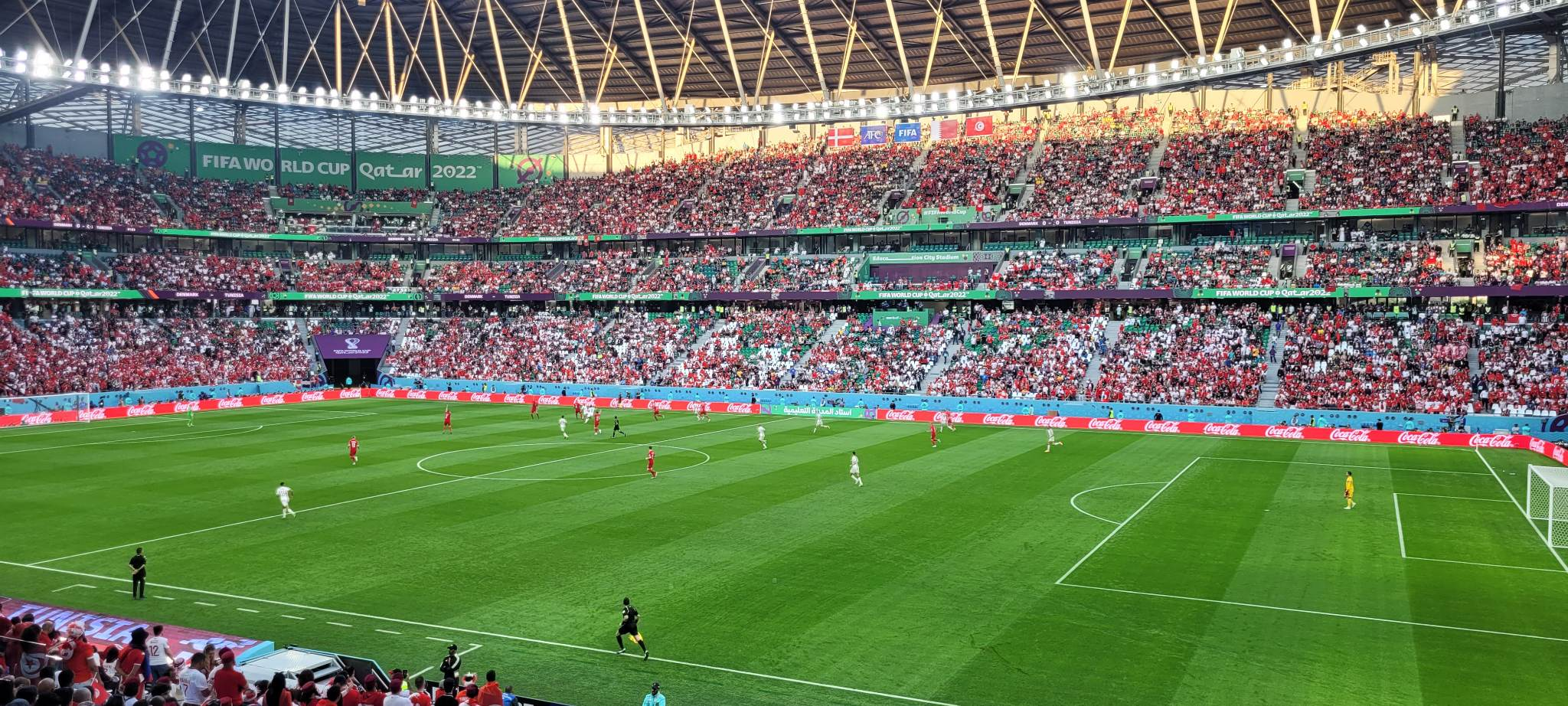
Túnez contra Dinamarca.

En el primer partido del Grupo D, Mohamed Dräger amenazó la portería rival, luego Issam Jebali dominó a Kasper Schmeichel, pero la situación fue evitada por un fuera de juego. En el minuto 43, Jebali se encontró cara a cara con Schmeichel tras chocar contra la portería e intentó batir al portero con un pase en profundidad, pero Schmeichel utilizó sus pulgares y empujó el remate. Christian Eriksen intentó entonces traspasar la línea de gol, pero Aymen Dahmen se distinguió con una parada. En el siguiente córner, Andreas Cornelius desperdició una oportunidad al encontrarse solo en el segundo palo, pero su cabezazo sólo selló la estructura de las porterías. Debido al posterior dominio del balón, a pesar de sus esfuerzos, los daneses no pudieron encontrar una solución ante la defensa tunecina y el partido terminó en empate sin goles. Gracias a su actuación en este partido, Aïssa Laïdouni recibió el premio al mejor jugador del partido.
En el segundo partido, el equipo sufrió una derrota por 1-0 contra Australia, y el marco técnico y los jugadores recibieron críticas por la debilidad del mediocampo y el ataque, lo que redujo las posibilidades de Túnez de clasificarse para los octavos de final. En el partido final contra Francia, campeona del mundo, Wahbi Khazri adelantó a Túnez en el minuto 58 con un disparo raso al ángulo inferior derecho. A estas alturas, Túnez está en condiciones de clasificarse del grupo. Sin embargo, dos minutos más tarde, Australia se adelantó contra Dinamarca en el otro partido, eliminando a Túnez de la fase eliminatoria. El capitán Khazri gana el premio al mejor jugador del partido.
Esta es la primera victoria de Túnez contra un equipo europeo en la Copa del Mundo y el equipo ha acumulado el mayor número de puntos (cuatro puntos) en la fase de grupos desde su primera participación en 1978 (tres puntos). En este contexto, Khazri se retira a nivel internacional, luego de 74 partidos en los que marcó 25 goles.

#### Primera fase
| Selección | Pts | PJ | PG | PE | PP | GF | GC | Dif |
| --------- | --- | -- | -- | -- | -- | -- | -- | --- |
| Francia   | 6   | 3  | 2  | 0  | 1  | 6  | 3  | +3  |
| Australia | 6   | 3  | 2  | 0  | 1  | 3  | 4  | –1  |
| Túnez     | 4   | 3  | 1  | 1  | 1  | 1  | 1  | 0   |
| Dinamarca | 1   | 3  | 0  | 1  | 2  | 1  | 3  | –2  |

| 22 de noviembre | Dinamarca | 0:0     | Túnez | Estadio Ciudad de la Educación, Rayán                                          |                                                                                |
| 16:00           |           | Reporte |       | Asistencia: 42 925 espectadores Árbitro(s): César Ramos VAR: Fernando Guerrero | Asistencia: 42 925 espectadores Árbitro(s): César Ramos VAR: Fernando Guerrero |

| 26 de noviembre | Túnez | 0:1 (0:1) | Australia | Estadio Al Janoub, Al Wakrah                                                    |                                                                                 |
| 13:00           |       | Reporte   | Duke 23'  | Asistencia: 41 823 espectadores Árbitro(s): Daniel Siebert VAR: Bastian Dankert | Asistencia: 41 823 espectadores Árbitro(s): Daniel Siebert VAR: Bastian Dankert |

| 30 de noviembre | Túnez      | 1:0 (0:0) | Francia | Estadio Ciudad de la Educación, Rayán                                            |                                                                                  |
| 18:00           | Khazri 58' | Reporte   |         | Asistencia: 43 627 espectadores Árbitro(s): Matthew Conger VAR: Abdulla Al-Marri | Asistencia: 43 627 espectadores Árbitro(s): Matthew Conger VAR: Abdulla Al-Marri |